# ДШК
ДШК (Индекс ГРАУ – 56-П-542) е голямокалибрена тежка картечница под патрон 12,7 × 108 mm. Разработена на основата на конструкцията на голямокалибрената тежка картечница ДК.
През февруари 1939 г. ДШК е приета на въоръжение от РККА под обозначението „12,7 mm голямокалибрена картечница Дегтярьов– Шпагин образец 1938 г.“.
При съхраняване на принципа на работа на автоматиката и схемата на затваряне на канала на ствола на картечницата ДК, е напълно променен механизмът за подаване (той осигурява подаването на патронната лента или отдясно, или от лявата страна). Съответно променена е и конструкцията на патронната лента (т.нар. тип „краб“ – „рак“). Дулната спирачка има също различна конструкция.
Голямокалибрената картечница обр. 1938/46 г. се отличава със сравнително голяма ефективност на стрелбата. По дулна енергия, която съставлява от 18,8 до 19,2 кДжаул, тя превъзхожда почти всички съществуващи системи картечници от подобен калибър. Благодарение на това е постигнато голямо пробивно действие на куршума по бронирани цели: на далечина 500 m тя пробива стоманена броня, висока твърдост, с дебелина 15 mm (20 mm броня средна твърдост тип RHA).
Картечницата обладава достатъчно висок темп на стрелбата, което обуславя ефективност на стрелбата по бързодвижещи се цели. Съхраняването на високия темп на стрелба, независимо от увеличаването на калибъра, способства за въвеждане на буферно устройство в спусъка на картечницата. Твърд буфер смекчава също и ударите на подвижните части на системата в крайно задно положение, което благоприятно влияе на живучестта на детайлите и точността на стрелбата.

## История на създаването
Заданието за създаване на първата съветска голямокалибрена картечница, предназначена най-напред за борба със самолети на височини до 1500 метра е дадено на, към този момент вече доста опитен и добре известен, оръжейника Дегтярьов през 1929 г. По-малко от година след това Дегтярьов представя за изпитания своята картечница калибър 12,7 mm, и от 1932 г. започва малкосерийно производство на картечницата с обозначение ДК (на руски: Дегтярёв, Крупнокалиберный – Дегтярьов, голямокалибрена). Като цяло ДК повтаря по конструкция ръчната картечница ДП-27 и има подаване от сменяеми барабанни пълнители за 30 патрона, поставяни на картечницата отгоре. Недостатъците на подобна схема за подаване (обемност и голямо тегло на пълнителите, ниска практическа скорострелност) водят до спирането на ДК през 1935 г. от производство и решение за нейното усъвършенстване. Към 1938 г. конструкторът Шпагин разработва модул за лентово подаване за ДК.
На 26 февруари 1939 г. усъвършенстваната картечница е приета на въоръжение в РККА под обозначението „12,7 mm голямокалибрена картечница Дегтярьов – Шпагин образец 1938 година – ДШК“.
Серийното производство на ДШК започва през 1940 – 41 година.
ДШК се използват в качеството на зенитни, в качеството на оръжие за поддръжка на пехотата, поставя се на бронетехника (в края на 1930-те г. една картечница е поставена на опитен бронеавтомобил на ЛБ-НАТИ и още една – на опитния броневик ЛБ-62, по-късно започват да ги поставят на леки танкове Т-40) и малки кораби (в т.ч. торпедни катери). В съответствие с щата на стрелковата дивизия на РККА № 04/400 – 416 от 5 април 1941 г., щатният брой зенитни картечници ДШК в дивизия трябва да съставлява 9 броя.
Към началото на Великата Отечествена война Ковровския механически завод вече е произвел около 2 хил. картечници ДШК.
На 9 ноември 1941 г. е прието постановление на ГКО № 874сс „За усилване и укрепване на противовъздушната отбрана на Съветския съюз“, което предвижда преразпределението на картечниците ДШК за въоръжаване на създаваните подразделения на войските за ПВО.
Към началото на 1944 г. са произведени над 8400 картечници ДШК.
До края на Великата Отечествена война са произведени над 9 хиляди картечници ДШК, в следвоенното време производството им продължава.
Модернизирана пехотна картечница

По опита на войната картечницата е модернизирана (изменени са конструкцията на възела за подаване на лентата, закрепването на ствола), и през 1946 г. е приет на въоръжение от Съветската армия под обозначението ДШКМ (на руски: Дегтярёв, Шпагин, крупнокалиберный модернизированный – Дегтярьов, Шпагин, големокалибрена, модернизирана (Индекс ГАУ – 56-П-542М). При това, първите 250 броя ДШКМ са произведени през февруари 1945 г. – още преди оръжието да е официално прието на въоръжение.
Танкова зенитна картечница

Като зенитна картечница ДШКМ се поставя на танковете Т-10, Т-54, Т-55, Т-62 и други бойни машини, във варианта за поставяне на бронетехника картечницата има наименованието ДШКМТ или краткото ДШКТ.

## Конструкция
Голямокалибрената картечница ДШК представлява автоматично оръжие, построено на газоотводния принцип. Затварянето на ствола се осъществява с две бойни личинки, шарнирно закрепени на затвора, за издатини в страничните стени на стволната кутия. Режимът на огъня е само автоматичен, стволът е несваляем, оребрен за по-добро охлаждане, снабден с дулна спирачка.
Подаването се осъществява от неразглобяема метална лента, подаването на лентата е от лявата страна на картечницата. При ДШК устройството за подаване на лентата е изпълнено във вид на барабан с шест открити камери. Барабанът при своето въртене подава лентата и едновременно извлича от нея патроните (лентата има незатворени звена). След пристигането на камерата на барабана с патрон в долно положение патрона се подава в патронника от затвора. Механизмът на устройството за подаване на лентата е осъществен с помощта на разположена от дясната страна ръчка, люлееща се във вертикалната плоскост, когато на нейната долна част въздейства ръчката за зареждане, твърдо свързана със затворната рама. При картечницата ДШКМ барабанният механизъм е заменен с по-компактен с плъзгачи, също задвижван от аналогична ръчка, свързана с ръкохватката за зареждането. Патронът се извлича от лентата долу и след това се подава право в патронника.
В задния края на цевната кутия има монтирани пружинни буфери на затвора и затворната рама. Огънят се води от задно шептало (с отворен затвор), за управление на огъня се използват две ръкохватки накрая и сдвоени спусъци. Прицелът е върху рамата, на лафета има крепления за зенитен ракурсен прицел.
Картечницата използва универсалния лафет система Колесников. Лафетът има сваляеми колела и стоманен щит, а при използване на картечницата като зенитна колелата и щитът се свалят, а задната опора се разгръща, образувайки тринога. Освен това картечницата в ролята на зенитна се комплектова със специални напречни приклади. Основният недостатък на този лафет е неговото голямо тегло, ограничаващо мобилността на картечницата. Освен на лафет, картечницата се използва и в куполни установки, на дистанционно управляеми зенитни установки, на корабни издигнати установки.

## Преработване на картечницата в пехотен вариант
В хода на Войната в Донбас, нататък и по време на Руското нахлуване в Украйна, е отбелязано използването от Въоръжените сили на Украйна на модифицирани картечници, известни с условното име „ДШКМ-ТК“ (тактически комплект), за стрелба от двунога. За тази цел картечниците се оборудват със самата двунога, приклад, масивна дулна спирачка – компенсатор за намаляване на отката и модифициран ударно-спусков механизъм. Според думите на военните, тези модификации отстраняват някои от недостатъците на лафетните ДШК, а именно – значителното тегло и слабата стабилност при автоматична стрелба.

## Производство
- Иран: лицензионно производство на Defense Industries Organization под индекса MGD;[9][10][11][12]
- Китай: бивш производител, произвежда се под индекса Тип 54;[10][13]
- Пакистан: произвежда се от фирмата Pakistan Ordnance Factories под индекса Тип 54;[10][14]
- Румъния: по състояние началото на 2015 г., ДШКМ се произвежда на предприятието „Куджирски механичен завод“ (филиал на компанията Romarm) в град Куджир[10][15][16]
- СССР: бивш производител[10]
- Чехословакия: произвежда се под индекса TK vz. 53 (Těžký kulomet vzor 53)[10]
- Югославия: бивш производител[10]

## На въоръжение
ДШКМ е състоял или състои на въоръжение в над 40 армии в света, произвежда се от Китай (Тип 54), Пакистан, Иран и някои други страни. Картечницата ДШКМ се използва в качеството на зенитна на съветските танкове от следвоенния период (Т-54/55, Т-62) и на друга бронетехника (БТР-155). Понастоящем във ВС на Русия картечниците ДШК и ДШКМ практически напълно са заменени с голямокалибрените картечници „Утьос“ и „Корд“, които са по-съвършени и съвременни.
|  | - Афганистан - Албания - Алжир - Ангола - Армения - Азербайджан - Бангладеш - Беларус - България - Камбоджа - Кабо Верде - Централноафриканска република - Чад - Чили - Република Конго - Куба – първите картечници чехословацко и съветско производство постъпват на въоръжение през 1961 г. - Кипър - Чехословакия - Чехия – бивш ползвател, заменена с Браунинг М2. - Демократична република Конго - Египет - Екваториална Гвинея - Еритрея - Етиопия - Финландия – бивш ползвател, заменена с НСВ - Грузия - Гана - Гвинея - Гвинея-Бисау - Унгария - Индонезия - Иран - Ирак - Израел - Казахстан |  | - Киргизстан - Лаос - Либия - Северна Македония - Мадагаскар - Мали - Малта - Мозамбик - Никарагуа - Нигерия - Северна Корея - Пакистан - Китай – бивш ползвател, заменена с Тип 85, W85 и QJZ-89 - Перу - Русия – бивш ползвател, заменена с НСВ и Корд. - Сърбия – бивш ползвател, заменена с НСВ. - Сейшелски острови - Сиера Леоне - Словакия - Сомалия - СССР - Сирия - Танзания - Того - Туркменистан - Уганда - Украйна - Виетнам - Йемен - Югославия – първите 257 броя ДШК частите на НОАЮ получават през 1944 г. - Замбия - Зимбабве |

## В културата
- Сдвоените ДШК се използват от рейнджърите при отбраната на форта от арахнидите във филма на Пол Верховен „Звездни рейнджъри“.
- В компютърната игра Метро 2033 са щатно оръжие и се срещат повсеместно. Също от ДШК е направена и автоматичната помпа „Абзац“.
- В Far Cry 3 и Far Cry 4 ДШК може да се видят поставени на автомобили, лодки и катери.
- В Uncharted 4 ДШК може да се срещне при противника с укрепена броня.
- В компютърната игра World of Tanks в качеството на един от вариантите на въоръжение на танка Т-60.
- В компютърната игра War Thunder е в качеството на зенитка на база от ГАЗ-ААА и в качеството на допълнително въоръжение за ИС-2, Т-54, ИСУ-122, ИСУ-122С, ИСУ-152, ИС-4М и ИС-3.
- В оръжейния симулатор игра „World of Guns:Gun Disassembly“ може да се види реалното функциониране на 3D модел на ДШК.

## Бойно използване
- Велика отечествена война – използва се от СССР от самото начало на всички направления през цялата война. Използва се в качеството на пехотна и зенитна картечница. Големият калибър позволява на картечницата ефективно да се бори с много цели, дори и средни бронеавтомобили. В края на войната ДШК масово се поставя като зенитен на куполите на съветските танкове и САУ за самоотбрана на машината в случай атака по въздуха и от високите етажи в градските боеве.

След края на войната картечницата ДШК се използва практически във всички локални конфликти. Някои от тях:
- Войната в Западна Сахара – с помощта на картечници ДШК са свалени поне два самолета (BN-2 Defender на ВВС на Мавритания и реактивен F-5A на ВВС на Мароко).[21]
- използва се от армията на Гренада по време на нахлуването на САЩ през 1983 г.
- Афганската война (1979 – 1989) (както от страна на ВС на СССР, така и от душманите). С помощта на ДШК душманите свалят редица съветски самолети и вертолети (в частност, реактивните изтребители-бомбардировачи Су-17 на 3 април 1986, 22 октомври 1986, 19 юни 1987)[22][23]
- В гражданските войни в Либия и Сирия се използва както от правителствените войски, така и от бунтовниците.
- По време на войните в Чечня в 1994 – 2000 (използва се от чеченска страна).
- ДШК се използва и по време на въоръжения конфликт в източна Украйна. От 2 септември 2014 ДШК започват да постъпват в доброволческите батальони на ВСУ. Също така ДШКМ състои на въоръжение от 79-а отделна десантно-щурмова бригада[24] и 128-а планинско-пехотна бригада. През септември 2015 г. за 81-ва десантно-щурмова бригада на украинската армия една картечница ДШК е преоборудвана в еднозарядна снайперска винтовка и е предадена за изпитания[25].

## Галерия
- Войници на Луфтвафе около трофейна ДШК, 1942 година
- Американски пехотинци водят огън от ДШКМ на румънски URO VAMTAC в хода на съвместни американо-румънски маневри, 2009 година
- ДШКМ на универсален лафет в музея на отбраната, Тел Авив.
- Съветски ДШКМ във финландския музей Торп в Инкоо
- Украински военнослужещи с ДШКМ на лафет – тринога
- Казенникът на ДШК
- Младши сержант А. Самигулин с голямокалибрената картечница ДШК-38. 8 юли 1941 година
- Разчет на голямокалибрена картечница ДШК-38 на огнева позиция. 31 юли 1941 година
- ДШК от 1938 г. във Виетнам